# 小行星15676
小行星15676（15676 Almoisheev）是一颗绕太阳运转的小行星，为主小行星带小行星。该小行星于1978年10月19日发现。

## 轨道参数
小行星15676的轨道半长轴为471 661 947 km，3.1528205 UA，离心率为0.329。